# Tunel za Iglicą w Wąwozie za Bramą Będkowską
Tunel za Iglicą w Wąwozie za Bramą Będkowską – jaskinia w Dolinie Będkowskiej na Wyżynie Krakowsko-Częstochowskiej. Znajduje się w Będkowicach w województwie małopolskim, w powiecie krakowskim, w gminie Wielka Wieś.

## Opis obiektu
Jaskinia znajduje się w orograficznie lewym zboczu Wąwozu Będkowickiego będącego lewym odgałęzieniem Doliny Będkowskiej. Ma postać tunelu przebijającego na wylot skałę położoną tuż powyżej charakterystycznej iglicy skalnej, która na mapie Geoportalu ma nazwę Totem. Jaskinia ma dwa otwory; jeden o ekspozycji zachodniej, znajdujący się u podstawy ściany, drugi północno-północno-wschodniej (NNE), położony powyżej dwumetrowego progu skalnego. Soczewkowate otwory mają wysokość 1 m i szerokość 2,5 m. Łączy je meandrujący, niski korytarz z denną, meandrującą rynną denną. W odległości 4 m od otworu zachodniego korytarz przecina poprzeczna szczelina dostępna na długości 3 m. W środkowej części korytarza znajduje się 2,5 metrowej wysokości ciasny komin.
Tunel powstał w późnojurajskich wapieniach skalistych w strefie freatycznej i wadycznej. Świadczy o tym rynna denna, stropowe kotły wirowe i ogładzone ściany. Wytworzył się na poziomej szczelinie międzyławicowej i poprzecznym pęknięciu skały. W jego środkowej części zachowały się resztki nacieków w postaci polew, niewielkich stalagnatów i stalaktytów. Ściany w niektórych miejscach pokryte skonsolidowanym mlekiem wapiennym. Osady jaskiniowe ubogie, złożone z wapiennego gruzu i jasnego iłu. Tunel jest przewiewny i przeważnie suchy, wilgotno jest tylko w kominku. Wewnątrz obserwowano pająki, kosarze, muchówki i motyla szczerbówka ksieni (Scoliopteryx libatrix).
Tunel był znany od dawna. Po raz pierwszy opisał go Andrzej Górny w październiku 2010 r., on też sporządził jego plan.

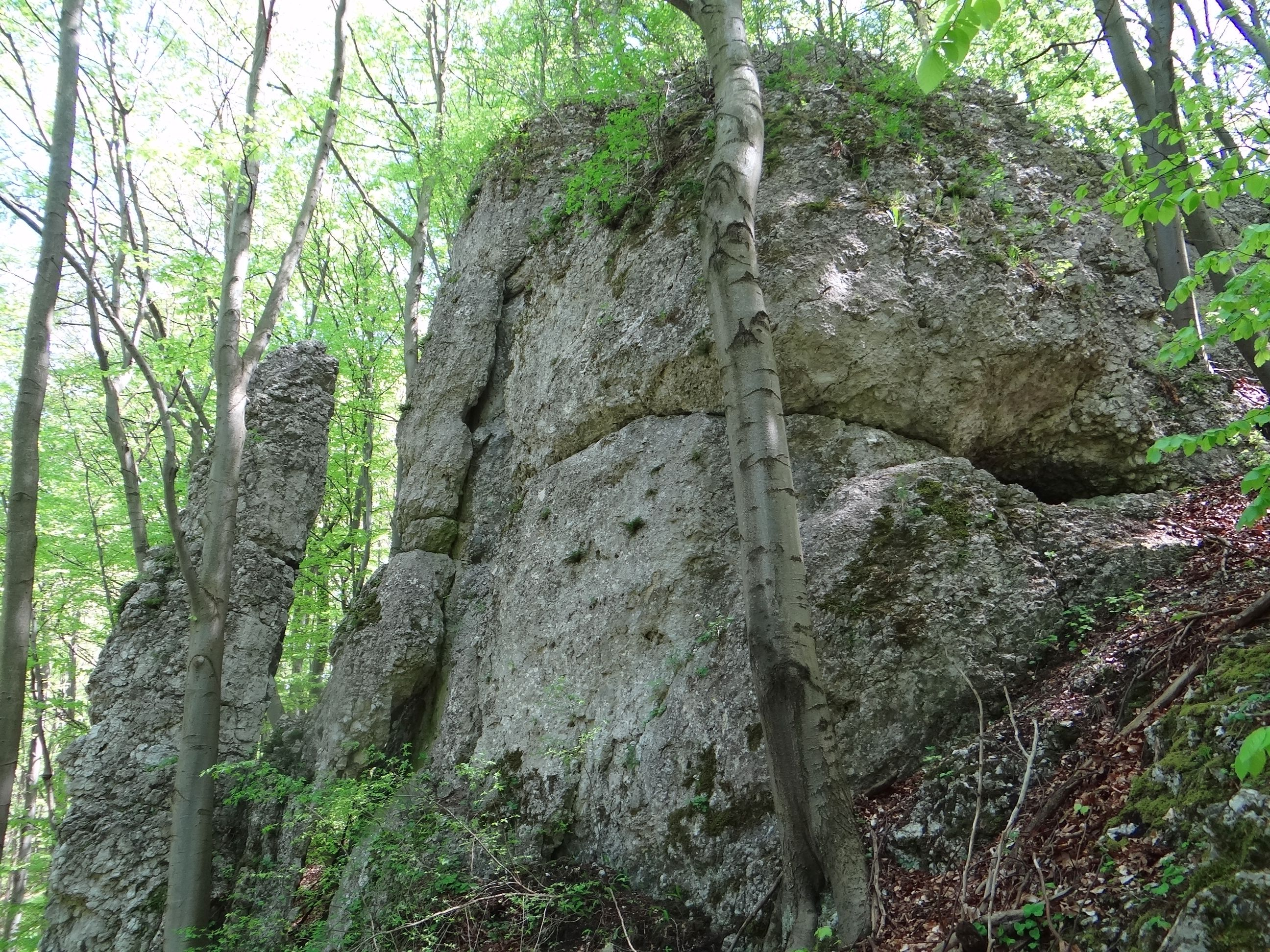
Skała z otworem zachodnim
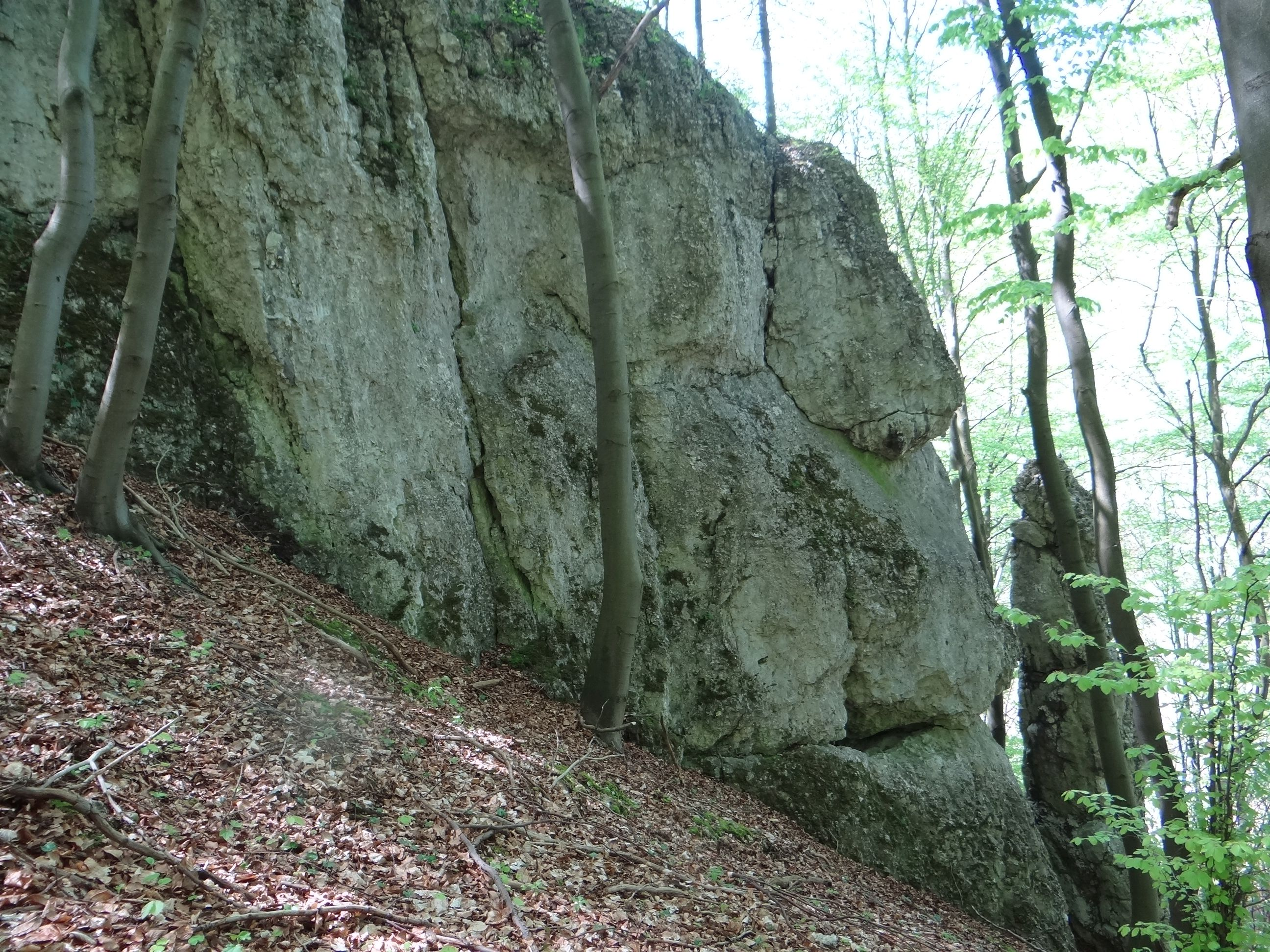
Skała z otworem NNE
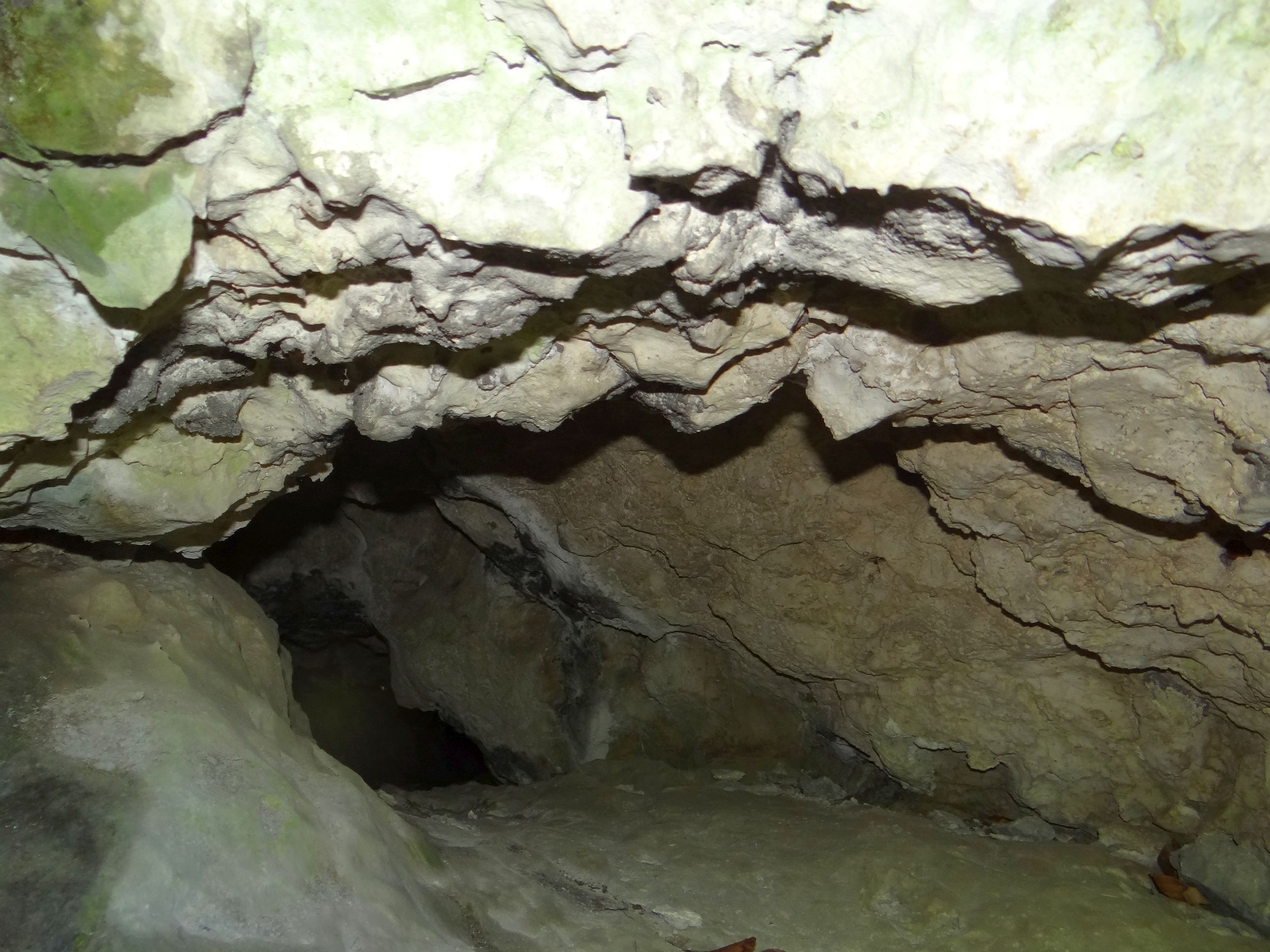
Korytarz za otworem NNE
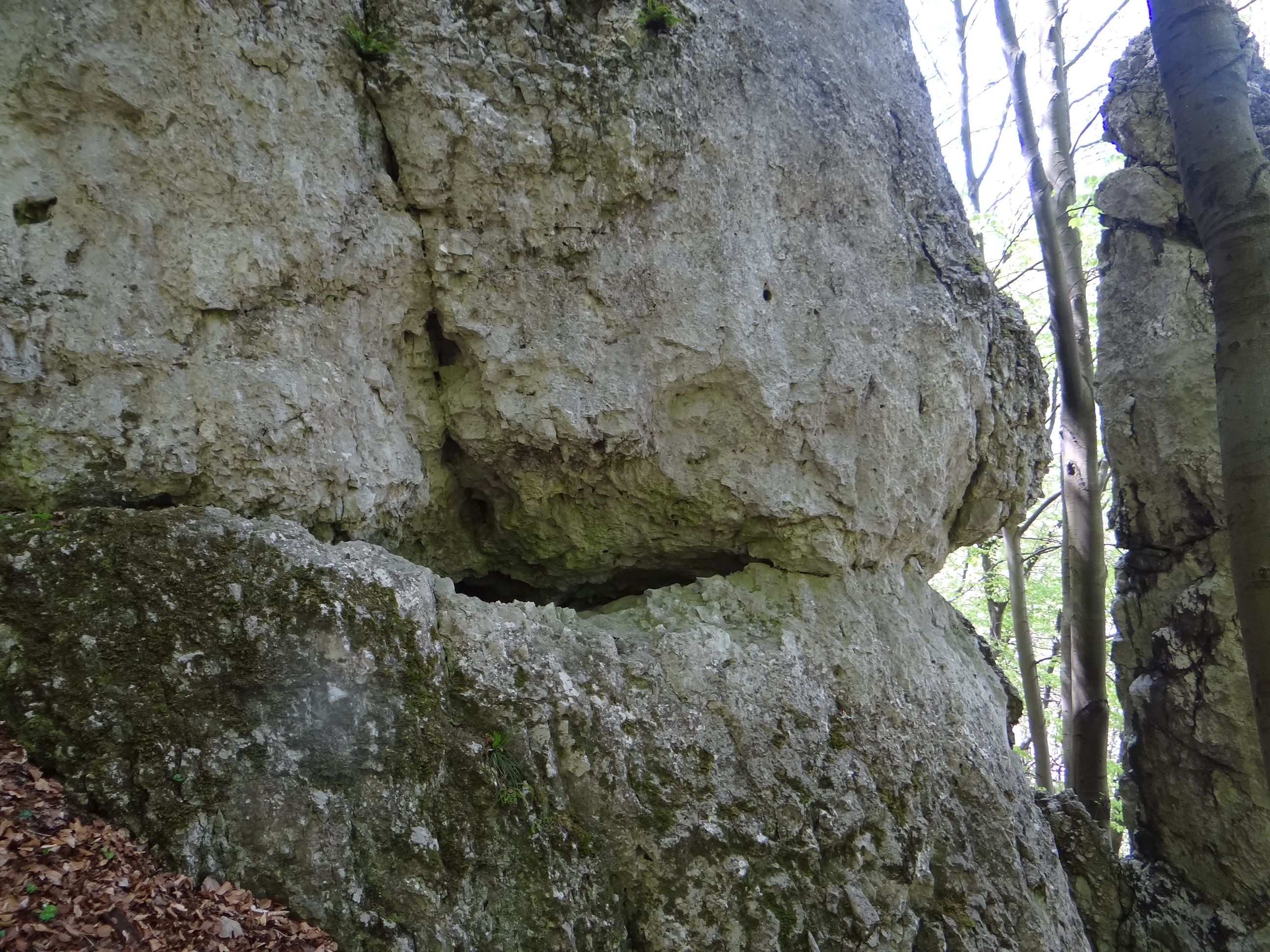
Otwór NNE